# Alex DeBrincat
Alexander „Alex“ DeBrincat (* 18. Dezember 1997 in Farmington Hills, Michigan) ist ein US-amerikanischer Eishockeyspieler, der seit Juli 2023 bei den Detroit Red Wings in der National Hockey League (NHL) unter Vertrag steht. Zuvor verbrachte der Flügelstürmer fast sechs Jahre in der Organisation der Chicago Blackhawks und spielte ein Jahr für die Ottawa Senators.

## Karriere

### Jugend
Alex DeBrincat wurde in Farmington Hills geboren und spielte dort bis 2013 in regionalen Nachwuchs-Mannschaften. Zur Saison 2013/14 wechselte er an die Lake Forest Academy, ein privates Internat in Lake Forest im Großraum Chicago, und lief für deren Eishockey-Team auf High-School-Niveau auf. Nach nur einem Jahr schloss sich der Flügelstürmer allerdings den Erie Otters aus der sportlich höherwertigen Ontario Hockey League (OHL) an, die zu den drei großen kanadischen Juniorenligen zählt. Bereits in seinem ersten Jahr gelang DeBrincat der Durchbruch bei den Otters, so erzielte er an der Seite von Connor McDavid und Dylan Strome in 68 Spielen 104 Scorerpunkte und wurde sowohl von Seiten der OHL (Emms Family Award) als auch von der Canadian Hockey League (CHL Rookie of the Year) als Rookie des Jahres ausgezeichnet. Ferner berief man den US-Amerikaner ins OHL First All-Rookie Team sowie ins OHL Second All-Star Team.
Diese Leistungen bestätigte der Angreifer in seinem zweiten OHL-Jahr, während er die U20-Nationalmannschaft der USA über den Jahreswechsel bei der U20-Weltmeisterschaft 2016 vertrat und mit dem Team die Bronzemedaille gewann. Nachdem er am CHL Top Prospects Game teilgenommen hatte und ins OHL Third All-Star Team berufen wurde, wählten ihn die Chicago Blackhawks im NHL Entry Draft 2016 an 39. Position aus. Zwar statteten ihn die Blackhawks im November 2016 mit einem Einstiegsvertrag aus, jedoch verbrachte er auch die gesamte Spielzeit 2016/17 in Erie. Dort hatte er mit 127 Scorerpunkten maßgeblichen Anteil am Erfolg der Otters, die am Ende der Saison die Playoffs um den J. Ross Robertson Cup gewannen. DeBrincat selbst wurde als bester Scorer mit der Eddie Powers Memorial Trophy und der Jim Mahon Memorial Trophy sowie als wertvollster Spieler mit der Red Tilson Trophy ausgezeichnet. Ferner berief man ihn ins OHL First All-Star Team und ins All-Star Team des Memorial Cups, in dem die Otters allerdings im Finale den Windsor Spitfires unterlagen. Der Angreifer verließ die Erie Otters als zweitbester Scorer (332) der Franchise-Geschichte, nur Dylan Strome (354) war erfolgreicher.

### NHL
Zu Beginn der Saison 2017/18 stand DeBrincat erstmals im Aufgebot der Chicago Blackhawks und gab somit im Oktober 2017 sein Debüt in der National Hockey League (NHL). Am Ende der Spielzeit führte er das Team mit 28 erzielten Treffern an. Anschließend debütierte er auch für die A-Nationalmannschaft seines Heimatlandes und gewann dabei die Bronzemedaille bei der Weltmeisterschaft 2018. In der Folgesaison 2018/19 steigerte er seine persönliche Statistik noch einmal deutlich auf 76 Punkte aus 82 Spielen, wobei er auch die Marke von 40 Treffern erreichte. Demzufolge unterzeichnete er im Oktober 2019 einen neuen Dreijahresvertrag in Chicago, der ihm mit Beginn der Spielzeit 2020/21 ein durchschnittliches Jahresgehalt von 6,4 Millionen US-Dollar einbringen soll. Ein Jahr vor dem Vertragsende wurde der Stürmer im Rahmen des NHL Entry Draft 2022 im Tausch für ein Erst- und Zweitrunden-Wahlrecht in jenem Draft sowie ein Drittrunden-Wahlrecht im NHL Entry Draft 2024 an die Ottawa Senators abgegeben.
Nach einem Jahr in Ottawa gelang es den Senators nach der Saison 2022/23 nicht, sich mit DeBrincat als Restricted Free Agent auf einen neuen Vertrag zu einigen, sodass er im Juli 2023 an die Detroit Red Wings abgegeben wurde. Im Gegenzug wechselten Dominik Kubalík, Donovan Sebrango, ein konditionales Erstrunden-Wahlrecht im NHL Entry Draft 2024 sowie ein weiteres Viertrunden-Wahlrecht für den gleichen Draft nach Ottawa. Im gleichen Atemzug unterzeichnete DeBrincat einen neuen Vierjahresvertrag bei den Red Wings, der ihm ein durchschnittliches Jahresgehalt von ca. 7,9 Millionen US-Dollar einbringen soll. Hinsichtlich des Erstrunden-Wahlrechts haben die Red Wings die Wahl, ihr eigenes oder das der Boston Bruins (aus dem Tauschgeschäft um Tyler Bertuzzi) an die Senators abzugeben.
Trotz seiner für NHL-Verhältnisse deutlich unterdurchschnittlichen Physis (170 cm; 75 kg) gilt DeBrincat als talentierter Offensivspieler, der somit vor allem durch Spielverständnis und technische Qualitäten überzeugt.

## Erfolge und Auszeichnungen
| - 2015 Emms Family Award - 2015 OHL First All-Rookie Team - 2015 OHL Second All-Star Team - 2015 CHL Rookie of the Year - 2016 CHL Top Prospects Game - 2016 OHL Third All-Star Team - 2017 J.-Ross-Robertson-Cup-Gewinn mit den Erie Otters - 2017 Jim Mahon Memorial Trophy | - 2017 Red Tilson Trophy - 2017 Eddie Powers Memorial Trophy - 2017 CHL Player of the Year - 2017 OHL First All-Star Team - 2017 Memorial Cup All-Star Team - 2022 Teilnahme am NHL All-Star Game - 2024 Teilnahme am NHL All-Star Game |

### International
- 2016 Bronzemedaille bei der U20-Weltmeisterschaft
- 2018 Bronzemedaille bei der Weltmeisterschaft

## Karrierestatistik
Stand: Ende der Saison 2024/25

### International
Vertrat die USA bei:
- U20-Weltmeisterschaft 2016
- Weltmeisterschaft 2018
- Weltmeisterschaft 2019

(Legende zur Spielerstatistik: Sp oder GP = absolvierte Spiele; T oder G = erzielte Tore; V oder A = erzielte Assists; Pkt oder Pts = erzielte Scorerpunkte; SM oder PIM = erhaltene Strafminuten; +/− = Plus/Minus-Bilanz; PP = erzielte Überzahltore; SH = erzielte Unterzahltore; GW = erzielte Siegtore; 1 Play-downs/Relegation; Kursiv: Statistik nicht vollständig)